# Carabodes octogonalis
Carabodes octogonalis är en kvalsterart som först beskrevs av Balogh och Sandór Mahunka 1969.  Carabodes octogonalis ingår i släktet Carabodes och familjen Carabodidae. Inga underarter finns listade.